# 조니 아라야

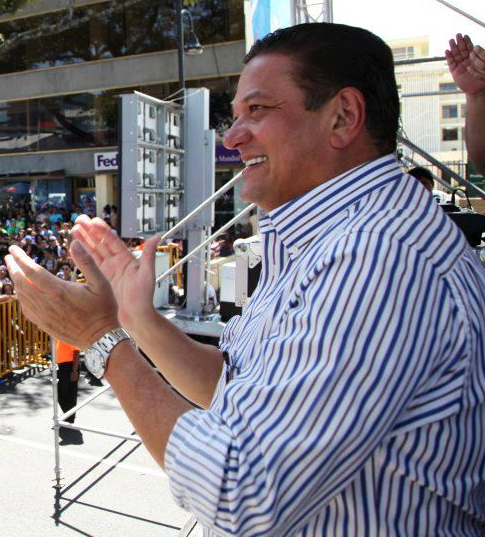

조니 아라야(스페인어: Johnny Araya)는 코스타리카의 정치인이다. 2010년 코스타리카 대선의 민족해방당 후보로 출마하기 위해 경선에 도전했으나 라우라 친치야에게 패했고, 2014년 대선에 도전했으나 시민행동당 루이스 기예르모 솔리스에게 패했다.